# Mari Hamada
 (décembre 2021).
Si vous disposez d'ouvrages ou d'articles de référence ou si vous connaissez des sites web de qualité traitant du thème abordé ici, merci de compléter l'article en donnant les références utiles à sa vérifiabilité et en les liant à la section « Notes et références ».
Pour l’article homonyme, voir Mari Hamada (actrice).
Mari Hamada (浜田麻里, Hamada Mari), née le 18 juillet 1962, à Tokyo, au Japon, est une chanteuse japonaise de J-pop, rock japonais et hard rock.

## Biographie
Mari Hamada débute en 1983 dans le style heavy metal sous la houlette du producteur Munetaka Higuchi, batteur du groupe de metal Loudness. Sa musique s'adoucit au fil des ans, l'amenant à un succès commercial, avec deux chansons servant de thèmes pour la diffusion sur la NHK des jeux olympiques de Séoul en 1988, et un titre no 1 des charts japonais en 1989, Return to Myself. Elle connait même un petit succès international à la fin des années 1980 et au début des annèes 1990, qui fit d'elle à cette période la plus grande exportatrice de disques du Japon, ses albums n'ayant jamais été édités à l'étranger, à l'exception d'une compilation en anglais sortie en 1994 qu'elle promeut par une tournée européenne en première partie de Kim Wilde, et un "duo" avec le boys band australien Indecent Obsession, Fixing A Broken Heart, la même année.

## Discographie

### Albums
Albums originaux
Album live

### Compilations
Compilations personnelles
Compilations communes
- Legends of Japanese Heavy Metal 80's (26.09.2003)
- Legends of Japanese Heavy Metal 80's Vol.2 (25.02.2004)
- Athlete (23.06.2004)
- Nhk Sports Theme Best Collection (04.08.2004)
- Beautiful Songs Series Power Girls!! (22.09.2004)
- From Liverpool To Tokyo 2 (21.06.2006)
- Girls On The Rock - Otome no Rock Densetsu (23.08.2006)
- Rock Nippon - Rolly Selection (24.01.2007)
- Fm Station J-Pop Hen (206.02.2008)
- J-Popper-Size [DJ Kazu No.1 J-Pop Mix] (06.08.2008)
- The Victor Recordings (7) 1988-1997 (24.09.2008)
- Best Summer (01.07.2009)
- Aichi Kara... (22.07.2009)
- Around 40's Karaoke Best Songs "Sing! Sing! Sing! 2" (16.09.2009)
- R&G -From 80's to 90's Rock & Girl Selection (23.09.2009)
- Romantic Christmas (11.11.2009)

### Singles
Singles spéciaux
- 1990 : Tomorrow (un seul titre)
- 1990 : Bye Bye My Little Summer (un seul titre)
- 1993 : Bokura ga Umareta Ano Hi no You ni (un seul titre : Used To Be a Child)
- 1993 : Someone Like You (un seul titre)

Singles digitaux
- 30 avril 2008 : Eagle (en téléchargement ; remixé sur la compilation Reflection)
- 28 mai 2008 : Wish (en téléchargement ; figurera sur Inclination III)

### Vidéos
Clips
Live